# Albert Mülli
Albert Mülli (* 11. Februar 1916; † 12. April 1997) war ein Schweizer Widerstandskämpfer gegen den Nationalsozialismus und  Politiker (SP).

## Leben

### Herkunft, Ausbildung
Mülli wuchs in Zürich in einer Arbeiterfamilie auf. Er wurde Mitglied der Roten Falken und später der Sozialistischen Arbeiterjugend. Er arbeitete als Sanitär- und Heizungsmonteur.

### Reise nach Wien, Verurteilung, KZ
Mülli war 22-jährig, als er 1938 für 14 Tage arbeitslos wurde, da sein Meister keine Arbeit mehr für ihn hatte. In dieser Phase wurde er darauf angesprochen, für 70 Franken und die Übernahme der Reisekosten einen Koffer nach Wien zu bringen. Nach eigenen Angaben wusste Mülli nicht, dass in seinem Koffer auch 1000 kommunistische Flugblätter versteckt waren. In Wien wurde er von der Gestapo verhaftet und von einem Gericht zu einer dreijährigen Haftstrafe wegen «Vorbereitung zum Hochverrat» verurteilt. Nach Verbüssen seiner Haftstrafe gelangte Mülli 1942 als «politischer Häftling» in «Schutzhaft» im KZ Dachau. Er erhielt dort die Häftlingsnummer 29331. In der Schweiz setzten sich vor allem die Sozialdemokraten für einen Austausch ein, unter anderem der erste SP-Bundesrat Ernst Nobs. Der Austausch scheiterte aber vor allem an der schweizerischen Seite, da die «kommunistische Tätigkeit» von Mülli «auch in der Schweiz gesetzeswidrig gewesen wäre.»

### Späteres Leben

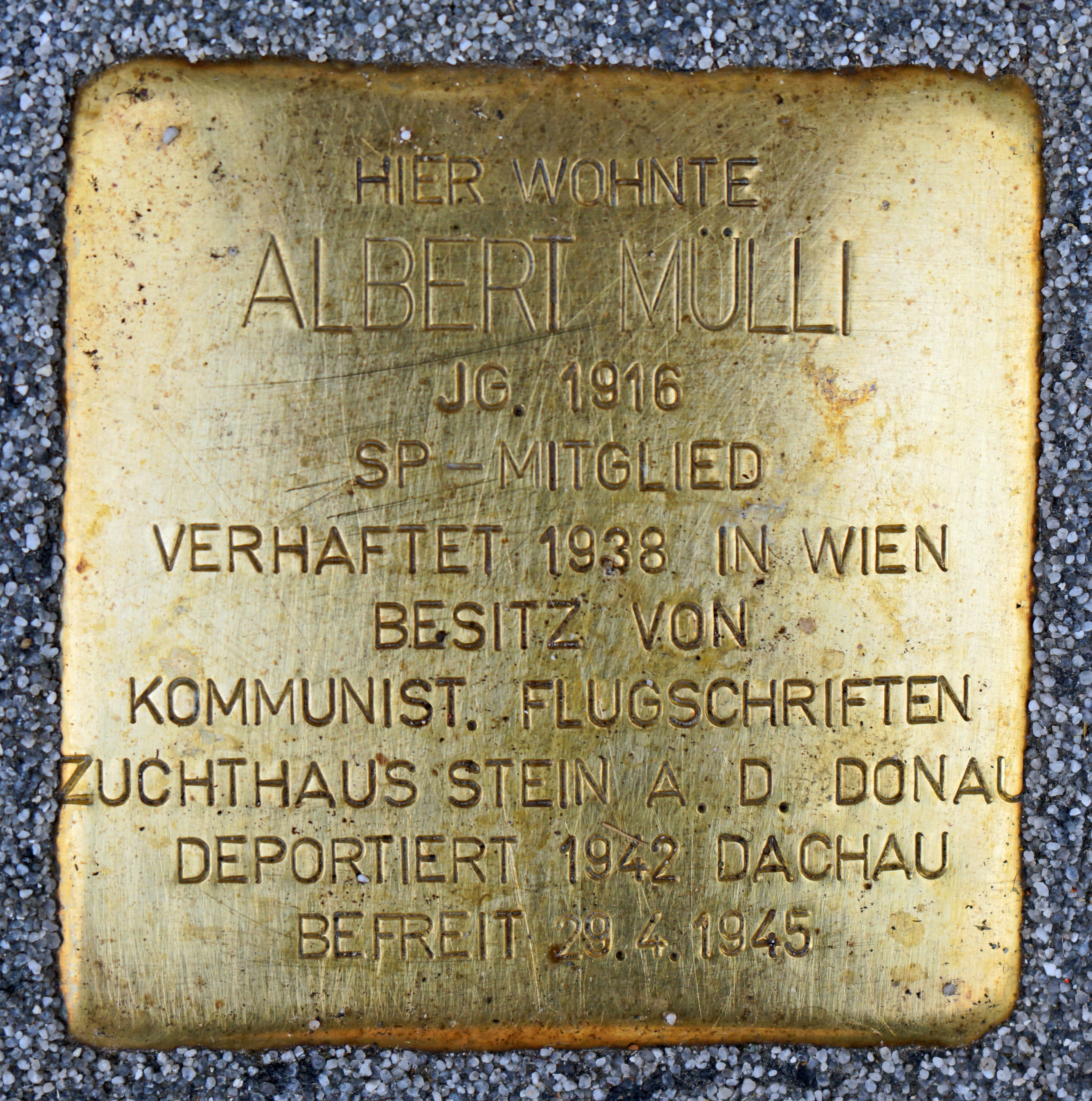
Stolperstein für Albert Mülli an der Gamperstrasse 7 in Zürich

Am 29. April 1945 wurde er im Aussenlager Garmisch-Partenkirchen von US-amerikanischen Truppen befreit und kehrte noch in KZ-Kleidung nach Zürich zurück. Kurz nach seiner Rückkehr wurde er aufgefordert, die Kriegssteuer für die vergangenen sechs Jahre nachzubezahlen. Mülli hielt nach dem Krieg zahlreiche Vorträge über seine Erlebnisse.
1955 wurde er von einem Wiener Gericht rehabilitiert; es anerkannte Mülli als Widerstandskämpfer gegen den Nationalsozialismus. Die Schweiz leistete 1956 eine Wiedergutmachung von 40'000 Franken mit der Bemerkung «Nazischaden unbestritten, es liegt aber ein grosses Selbstverschulden vor.» Auch Jahrzehnte später litt Mülli unter Albträumen und sprach relativ wenig über seine Vergangenheit.
Von 1963 bis 1967 war Mülli Kantonsrat für die SP.
2020 wurde an seinem ehemaligen Wohnort im Langstrassenquartier in Zürich ein Stolperstein in seinem Andenken verlegt.